# Coloplast
Coloplast A/S är ett danskt multinationellt företag som utvecklar, tillverkar och marknadsför medicintekniska produkter för intimhygien. Företaget har delat upp sin verksamhet i de tre affärsområdena stomi, kontinens och urologi samt hud- och sårvård. Verksamheten sysselsätter mer än 7 000 personer och har produktion i Danmark, Ungern, Frankrike, USA och Kina. 
Företaget omsatte 8,8 miljarder DKK 2008/2009 och Europa utgör den största marknaden för företagets produkter men den Nordamerikanska marknaden expanderar mest.

## Historik
Den danska sjuksystern Elise Sörensens hade en syster som stomiopererades år 1954. Hon märkte hur systern hindrades att delta i sitt tidigare sociala liv på grund av lukterna och den besvärliga hanteringen av hennes avföring. Dessutom var den utrustning som fanns dyr och komplicerad. Hon skapade en protoyp på en engångspåse som hade en klistrande yta och kunde fästas på kroppen och täcka hålet.
Aage Louis-Hansen och hans hustru Johanne Louis-Hansen startade en fabrik år 1951, Dansk Plastik Emballage, som främst tillverkade plastpåsar. Fabriken var känd för sina innovativa metoder att svetsa ihop plastfilm och skapa kundanpassade täta och starka påsar.
Elise Sörensen besökte flera producenter av handikapphjälpmedel med sin produkt men fick inte något gehör. När hon besökte Dansk Plastik Emballage var även Aage Louis-Hansen tveksam men hustrun Johanne Louis-Hansen såg potentialen och företaget tog sig an produkten. Företaget tillverkade 1 000 stycken påsar som Elise Sörensen levererade till sjukhus över hela Danmark. Produkten fick ett stort genomslag och Dansk Plastik Emballage fick flera stororder. Aage Louis-Hansen beslöt att starta ett separat företag för att hantera stomipåsarna och därmed kunna behålla det gamla ifall det skulle visa sig att stomipåsarna var en kortvarig succé.
Coloplast A/S grundades därför år 1957 och redan år 1959 gick två tredjedelar av produkterna till export.